# 勞多山
勞多山（Cumbre del Laudo），是阿根廷的山峰，位於該國北部卡塔馬卡省，毗鄰與智利接壤的邊境，屬於安第斯山脈中內瓦達山脈的一部分，海拔高度6,152米。
26°30′S 68°32′W / 26.500°S 68.533°W